# 恋だろ
『恋だろ』は、wacciの21枚目の配信限定シングル。2022年4月15日にエピックレコードジャパンよりリリースされた。

## 概要
前作より2ヶ月ぶりとなる配信限定シングル。6月15日発売の11thシングル「恋だろ/僕らの一歩」に収録されている。
表題曲はフジテレビ系木曜劇場『やんごとなき一族』挿入歌のための書き下ろし。ドラマの初回放送の翌日に配信リリースされた。
2022年9月23日にYouTubeチャンネル「THE FIRST TAKE」第247回にドラマ出演者の松下洸平とともに「wacci×松下洸平」として出演し演奏。翌月10月7日に音源が配信リリースされた。橋口と松下は同じ事務所に所属しており、10年来の親交がある。
第64回日本レコード大賞にて優秀作品賞を受賞。

## ミュージック・ビデオ
2022年4月28日に公開。監督は柴田啓佑。2023年1月現在1500万回以上再生されている。曽田陵介、永瀬莉子が出演。
2022年10月14日にイラストレーター・漫画家のますだみくバージョンのミュージックビデオが公開。

## 収録曲
1. 恋だろ [4:42]
作詞・作曲：橋口洋平／編曲：因幡始

## カバー
- 鈴木鈴木 - 2022年7月12日にYouTubeで歌唱動画を公開。
- ぷらそにか - 2022年8月2日にYouTubeで歌唱動画を公開。
- 優里 - 2022年8月12日にYouTubeで歌唱動画を公開。
- YOKARO-MON - 2022年9月24日にYouTubeで歌唱動画を公開。
- ばんばんざい - 2022年9月26日にYouTubeで歌唱動画を公開。
- はんくん（エスポワールトライブ） - 2022年9月26日にYouTubeで歌唱動画を公開。
- Team48 - 2022年10月16日にYouTubeで歌唱動画を公開。

## テレビ演奏
- 2022年7月29日 - 日本テレビ系「バズリズム02」[8]
- 2022年8月29日 - TBS系「CDTVライブ!ライブ!」[9]
- 2022年10月14日 - テレビ朝日系「ミュージックステーション」[10]
- 2022年11月28日 - TBS系「『CDTVライブ!ライブ!』2時間スペシャル」（「wacci×松下洸平」として出演）[11]
- 2022年12月31日 - TBS系「CDTVライブ!ライブ!年越しスペシャル！2022→2023」[12]